# Effetto fotoacustico

Sensore ad effetto fotoacustico. 1) sorgente di luce, es. laser; 2) ruota chopper; 3) specchi semipermeabili che formano un sistema di risonanza ottica; 4) finestre della cella, inclinate per la polarizzazione; 5) passaggi del gas; 6) volumi di gas; 7) sensore acustico, es. microfono; 8) risonatore

L'effetto fotoacustico è un fenomeno fisico in cui avviene la trasformazione di variazioni di energia luminosa in onde sonore.
L'effetto fu osservato per la prima volta verso la fine del XIX secolo, in modo del tutto accidentale, da Alexander Graham Bell.
In base al modello teorico fondamentale, formulato da Rosencwaig e Gersho, la luce incidente sul campione viene modulata secondo una determinata frequenza, e il calore periodicamente prodotto nello strato superficiale del materiale viene ceduto a uno strato di gas circostante che, espandendosi e contraendosi periodicamente, funge da pistone per il gas contenuto nella cella fotoacustica, con la conseguente generazione di un'onda termica e pressoria che si propaga dal campione stesso e che può essere rivelata con tecniche acustiche.

## Applicazioni
Mediante la spettroscopia fotoacustica si ha la possibilità di rivelare il canale di decadimento non radiativo; questo tipo di informazione è significativa nello studio di diversi materiali, in particolare dei semiconduttori. I vantaggi di questa tecnica sono molteplici. La tecnica stessa è non invasiva: è possibile sondare l'assorbimento ottico di un materiale, a varie profondità, controllando opportunamente la frequenza di modulazione della radiazione incidente. In secondo luogo, essa è decisamente versatile: permette lo studio di materiali di diversa natura: cristallini, amorfi, polveri, gel, campioni biologici.
Il principio fisico di questo sistema di misura può essere così descritto: un fascio luminoso, opportunamente generato, modulato da un chopper, attraversa un filtro ottico e colpisce la finestra della cella di misura. Nell'effetto fotoacustico si sfrutta la caratteristica di assorbimento della sostanza in esame.

### Diagnostica medica
Nel 2013, un team di ricercatori della Ryerson University ha pubblicato uno studio che apre la possibilità di un impiego dell'effetto fotoacustico nella diagnostica medica, per rilevare forme e dimensioni dei globuli rossi: individuando eventuali malformazioni sarebbe possibile diagnosticare infezioni del sangue (come la malaria) o la presenza di malattie cardiovascolari, oppure seguire il decorso di tali patologie. Il sistema messo a punto dai ricercatori si serve di impulsi laser distanziati da intervalli brevissimi (alcuni nanosecondi) in modo da produrre onde sonore ad altissima frequenza. Lo studio successivo tende a estendere la tecnica all'individuazione di cellule tumorali nei tessuti.